# الفصول الأربعة (مسلسل)
الفصول الأربعة مسلسل تلفزيوني سوري اجتماعي من جزئين، أنتج الجزء الأول عام 1999 والجزء الثاني في 2002، تناول في جزأيه الحياة اليومية لأسرة دمشقية والعلاقات الأسرية التي تربط بين أفرادها، المسلسل من تأليف دلع الرحبي وريم حنا، وإخراج حاتم علي، أما المخرج المنفذ فهو المثنى صبح.

## أبطال المسلسل
الجد كريم والجدة نبيلة وتعيش معهما العمة جميلة، لهم خمس بنات هن فاتن وماجدة وشادية ونادية وليلى «متوفية»، فاتن متزوجة من مالك الجوربار التاجر الغني ولها ولدان هما مايا ومازن. ماجدة متزوجة من نجيب المثقف الذي درس الفلك ويعمل موظفاً في الأرصاد الجوية، ولها ولدان رامي وإسعاف الملقبة بسوسو والتي تحب ابن خالتها مازن. شادية متزوجة من إبراهيم ويلقب بـ «برهوم» شاعر وليس لديهم أطفال، تزوجا عن حب، نادية عازبة في سن الثلاثين لا ترغب في الزواج كعمتها، ليلى «متوفية في المسلسل» كانت متزوجة من المحامي عادل ولهما ابنة تدعى نارة.

### عائلة كريم
- خالد تاجا: كريم، رجل ستيني مهتم بالتحف القديمة وفن العصر الذهبي، كما لو كان يعيش في زمن الأبيض والأسود
- نبيلة النابلسي: نبيلة، زوجة كريم، امرأة حكيمة وربة منزل تقليدية، تتميز بقلبها الطيب وحنانها
- هالة شوكت: جميلة، الأخت الصغرى لكريم، تتميز بجمالها الفريد، تهتم بمظهرها كما لو كانت صبية بنت عشرين عاماً، بقيت عزباء رغم تقدم الكثيرين لخطبتها أيام الشباب، ومن بين المتقدمين الموسيقار محمد عبد الوهاب، حسب قولها
- يارا صبري: نادية، الابنة الصغرى لنبيلة وكريم، عازبة، درست علم النفس وما زالت تبحث عن عمل أفضل باختصاصها أخذت اسمها من الممثلة نادية لطفي

### عائلة عادل
جمال سليمان: عادل صهر العائلة، وهو محام يمارس عمله في مكتبه الخاص، زوج ليلى (المتوفية بالسرطان) ابنة كريم ونبيلة التي أخذت اسمها من الفنانة ليلى مراد ولهما ابنة واحدة اسمها نارا قامت بدورها روعة السعدي.

### عائلة مالك
- سليم صبري: مالك بك الجوربار، مليونير يمتلك شركة جوارب خاصة به إضافة لعدد من العقارات
- سلمى المصري: فاتن زوجة مالك، ابنة كريم ونبيلة وأجمل أخواتها، أخذت اسمها من سيدة الشاشة العربية فاتن حمامة، ولأن عمتها جميلة قامت بتربيتها فتعلمت منها الاهتمام بجمالها والمحافظة على مظهرها، تفضلها العمة جميلة لأنها تشبهها، كما انها لا تعرف معنى العمل في البيت لان نعيمة دائما موجودة.
- أنطوانيت نجيب: نعيمة، مدبرة منزل مالك الجوربار ومربيته وتقع على عاتقها مهمات التربية والطبخ والتنظيف . كما انها كبيرة في العمر
- رباب كنعان: مايا ابنة فاتن، فتاة أكاديمية ومتواضعة وتحب الطبقة الكادحة اي الفقيرة همها الاخير المال رغم حياة الترف التي تعيشها. والكذب لا يخلو من لسانها وتعتبره نوع من المزاح
- رامي حنا: مازن ابن فاتن، ويمثل الشباب الطائش الذي يتمتع بالثروة والاسم ويوظفها في سبيل التعرف على مزيد من الفتيات لكن لا يكترث للتعليم

### عائلة نجيب
- بسام كوسا: نجيب، رجل مثقف ميسور الحال، درس الجغرافيا في جامعة دمشق ويعمل موظفاً في مديرية الأرصاد الجوية، نصير الطبقة الكادحة كما يلقب نفسه، ويرى في عديله مالك نوعاً من الأرستقراطية . ولا يتخلى عن مبادئه مهما كان الامر. لديه عقلية صعبة.
- مها المصري: ماجدة زوجة نجيب، ابنة كريم ونبيلة وأذكى أخواتها حيث كانت تحتل المراتب الأولى في دراستها، أخذت اسمها من الفنانة ماجدة وتعمل موظفة في دائرة حكومية، تشكو رغم حبها لزوجها من تواضع حالتهم الاقتصادية. و يمكن ان نقول بانها ليست سعيدة في حياتها كأختها فاتن
- ميلاد يوسف: رامي ابن ماجدة، خريج قسم هندسة الميكانيك، لديه اهتمامات أخرى في علوم الكمبيوتر واللغات. يمثل الشاب المجتهد
- ديما بياعة: إسعاف (سوسو) تدرس في كلية الآداب قسم اللغة الإنجليزية، تحب ابن خالتها مازن ويعلم الجميع بذلك لكنه يتجاهلها

### عائلة برهوم
- اندريه سكاف: برهوم، شاعر العائلة، رجل فقير يحاول أن يعتلي عرش المجد والشهرة من خلال قصائده التي يؤلفها. وكما يقال بالغة المحكية هو دندبور العيلة
- ليلى جبر: شادية زوجة برهوم، ابنة كريم ونبيلة تتميز بقناعتها وحبها الأعمى لبرهوم، أخذت اسمها من الفنانة شادية

### ضيوف الحلقات
| - ثناء دبسي:(كفاية خانم) - سمر سامي : الأرملة سراب - رنا جمول: (البصارة) - رفيق السبيعي: صديق كريم - رامي عياش : بشخصيته الحقيقية - رولا سعد: غرام - محمد مفتاح: الدكتور علال - عالية الركاب: مهدية زوجة علال - عصام عبه جي:جار برهوم - شكران مرتجى: سلام - جلال شموط: وسيم | - لينا مراد : إدارية في نادي أصدقاء نزار - سيف الدين سبيعي: منقذ - عزة البحرة: أم عزيز - نادين سلامة: ندى - أمية ملص - فاتن شاهين - يوسف حرب - نضال سيجري: جميل جمال - إياد أبو الشامات: حسام - صبحي الرفاعي | - فرح بسيسو: هند الهندي - قمر مرتضى - أميرة حجو - محمد خير الجراح: الميكانيكي الأرمني - وفاء العبد الله - نزار أبو حجر - نضير لكود - فادي صبيح - أدهم مرشد - لقمان ديركي - نزار أبو حجر: أبو صبحي صاحب محل في الحريقة - سلاف فواخرجي: سوسن نجمة - قصي خولي: مفيد أبو نقطة - عبد الرحمن ال رشي : الاستاذ عبد الجليل - باسم ياخور |

حنان اللولو

### الحلقات

#### الجزء الأول
| رقم الحلقة | عنوان الحلقة            | ملخص عن الحلقة |
| ---------- | ----------------------- | --- |
| 1          | عيد ميلاد               | في عيد ميلاد الجدة نبيلة، تجتمع العائلة للاحتفال في منزل الجد والجدة. تناقش الجدة مع العائلة آخر الآخبار عن مرض جنون البقر المنتشر. فجأة تصاب نارة بالدوار والإغماء وينقلونها إلى المشفى |
| 2          | الوسواس                 | في استمرار لأحداث الحلقة الأولى، نكتشف أن نارة مصابة بالتهاب بالأذن الوسطى مما سبب لها حالة الإغماء. يصاب عادل بالقلق الشديد على ابنته حد الوسواس إلى درجة رفضه زيارة العائلة للاطمئنان على نارة. |
| 3          | غرام وانتقام            | تزور غرام قريبة نبيلة العائلة لمدة عشرة أيام قادمة من كينيا. يعجب رجال العائلة جميعاً بجمالها، ويبدون الاهتمام المبالغ به بها وبكينيا مما يثير حفيظة نساء العائلة. |
| 4          | حرملك                   | في استمرار لقصة الحلقة السابقة، تقرر نساء العائلة معاقبة الرجال لاهتمامهم المبالغ به بالضيفة غرام. فيقررن ترك الرجال في المنزل والتخييم لوحدهن في الطبيعة، مما يثير انزعاج الرجال والرغبة في التعكير عليهن. يقوم الرجال بمراقبة النساء ومحاولة إخافتهن ليشعرن بأهمية الرجال. |
| 5          | الدفاتر القديمة         | يعود كريم ونبيلة من رحلتهما إلى اسطنبول. عند توزيع الهدايا على افراد العائلة، تلاحظ كل من ماجدة وشادية تفرقة كبيرة بين مستوى هداياهما وزوجيهما وابني ماجدة مقارنة بهدايا فاتن وزوجها وابنيها. تبدأ كل منهما باسترجاع ذكريات الطفولة لإثبات أن ابويهما يفضلان فاتن وعائلتها عليهما وعلى عائلتيهما. وعندما يصل الأمر إلى كريم ونبيلة، يتدخلان ليشرحا حقيقة الأمر. |
| 6          | في يوم، في شهر، في سنة  | ينتاب الحزن نبيلة وبناتها الحزن فجأة، ويتحدثون مع بعضهن على الهاتف عن سعاد اللتي تزوجت من رجل ما. وعندما تسمع جميلة الحديث، تظن أن كريم تزوج على نبيلة إمرأة اسمها سعاد. يتكرر الأمر مع فاتن وماجدة حيث يظن كل من ابنيهما أ ن والده تزوج من امرأة اسمها سعاد. يلجأ ثلاثتهم إلى عادل ليجد لهم حلاً، حتى يتبين أن المقصود كان عبد الحليم حافظ وأن ذلك اليوم كان ذكرى وفاته. |
| 7          | إستشعار عن بعد          | يربح نجيب في مسابقة إذاعية رحلة لشخصين إلى باريس. وتعم الأفراح بيته البسيط. وتبدأ التحضيرات للسفر. وتبدأ ماجدة بسؤال فاتن عن افضل المحلات لشراء الملابس من باريس. في تلك الأثناء يذهب نجيب كل يوم إلى مبنى الإذاعة للحصول على التذاكر، لكنه لم يتمكن من لقاء الموظف المسؤول لأنه متكرر الغياب. في النهاية يتمكن نجيب من لقائه ليتفاجأ بأنه لا يوجد برنامج إذاعي باسم "على الطائر الميمون" وأنه لا وجود لجائزة بقيمة بطاقتي سفر إلى باريس. نكتشف لاحقاً أن البرنامج الإذاعي كان مزحة في اليوم الأول من نيسان، وقد قام برهوم وشادية بهذه المزحة.                                                                                                  |
| 8          | الأرملة                 | تأتي أرملة إلى مكتب عادل، وتفاجئه بأنها تريد أن ترفع قضية على نفسها باعتبارها "خطافة رجال". حيث اعترفت أنها تقوم بتخريب حياة العوائل وتسعى لتطليق الأزواج السعداء وأنها قد تسببت بالطلاق والزواج الثاني لعدة عائلات، بل ووصل الحد إلى حالة انتحار بسببها. يرفض عادل القضية، فتبدأ الأرملة بملاحقته، وإقناع نبيلة بأنها اتفقت مع عادل على الزواج ,طلبت منها أن تأخذ نارة للعيش معها. ثم أقنعت العائلة بأنهما على علاقة ولكنه يرفض الاعتراف نتيجة شعوره بالذنب تجاه زوجته المتوفية. كل هذا لتقنعه بأنها قادرة على تخريب البيوت. |
| 9          | أنا وابنتي والحب        | يلاحظ عادل تغيرات في تصرفات نارة، حيث تبدأ بقفل بعض الدروج في غرفتها. كما أنها منهمكة في كتابة رسالة وكلما دخل عليها الغرفة حاولت إخفاء الرسالة. وعندما كانت نارة في المدرسة، قام عادل بتجميع قطع الرسالة التي كانت نارة قد مزقتها سابقا، ليجد فيها كلاماً فيه شيء من الرومنسية، وموجهة إلى شخص اسمه ر.ع. ينتاب عادل الغضب، وأصبح يريد أن يعرف من هو ر.ع. وفي نفس الوقت تطلب نارة من والدها الذهاب إلى حفلة المطرب رامي عياش، وبعد جهد كبير، أقنعته نادية بالسماح لها بالذهاب على أن ترافقها. وقام عادل باللحاق بهما لاقتناعه بأن ر.ع. سيكون متواجداً، ليكتشف أخيراً أن ر.ع. ما هو إلا المطرب رامي عياش.                                          |
| 10         | نسخة طبق الأصل          | يشعر برهوم بالتوق ليكون له طفل حيث أن شادية لا تنجب. ثم يتعرف برهوم وشادية على "بصارة" تقرأ لهم الحظ والنصيب، ويعرفان منها أنها أرملة وأن لها تسعة أبناء. تشعر شادية بالحزن والغيرة خصوصاً أن برهوم أظهر انبهاره بالبصارة، فقررت أن تخطبها له. |
| 11         | عريس على غفلة           | تجمعت نساء العائلة في بيت فاتن، استعداداً لحضور حفل زفاف، وإذ يأتيهم خبر بأن حادثاً وقع لمازن وقد نقل على أثره إلى المستشفى. تهرعن جميعهن إلى المشفى مع عادل وبرهوم، ليجدوا مازن بحال جيدة وإصابات طفيفة، ولكنهم يكتشفون أيضاً أن فتاة كانت برفقة مازن وأنها تعرضت لإصابات خطيرة. تتوسل لهم أم الفتاة ليتقدم مازن لخطبة ابنتها، وإلا فإن أباها قد يقتلها حيث أنه سيعود غداً من السفر. فيقوم مازن بخطبتها في المشفى لتلافي المشكلة مع والد الفتاة. |
| 12         | جوربار غيت              | بعد خطبة مازن المزعومة، يريد مالك أن يلقنه درساً في تحمل المسؤولية، فيبالغ في إغداق الهدايا على خطيبة مازن. ولكنه وفي الوقت نفسه يتورط مع موظفة روسية سابقة في مكاتب الجوربار ويتعرض لحادث سيارة أيضاً، حيث يتعرض هو لإصابة طفيفة في حين تتعرض الموظقة إلى إصابات كبيرة. فتهدده إما بدفع 10 ملايين ليرة أو أنها ستقوم بفضحه أما عائلته. |
| 13         | رزق الله عالعربيات      | بعد جهد كبير، أخيراً يتمكن نجيب من ادخار مبلغ لشراء سيارة مستعملة. فيقوم ببحث مطول لإيجاد السيارة المثالية. وأخيرا يعثر على ضالته في سيارة قديمة. ولكن وبعد أيامٍ قليلة، تتكشف المشاكل المخبأة في السيارة، وتبدأ رحلةٌ طويلةٌ لإصلاح الأعطال في السيارة حتى يدفع مبلغاً كبيراً. |
| 14         | جار الرضى               | بمناسبة أمسية شعرية سيلقيها برهوم، تستعير شادية كميرة تصوير من فاتن لتصوير الأمسية. وعند وصولها إلى المنزل تقوم بتجربتها لتجد أن الكميرا لا تعمل، رغم أنها جربتها في بيت فاتن. تهرع إلى محل تصليحات ليخبرها أن الكميرا ينقصها قطعة وتكلف مبلغاً كبيراً. تترك شادية الكميرا عند المحل ويبدأ كل من شادية وبرهوم بمحاولة تحصيل المبلغ عن طريق بيع أغراضٍ من منزلهما إلى جارهما. ليكتشف كل منهما أن كل قطعة في منزلهما تحمل ذكرى عزيزةً على قلبيهما. في النهاية يتبين لهما أن فني الإصلاح كان كاذباً وأن الكميرا كانت بحاجة إلى شحن البطارية فقط. |
| 15         | الجبال لا تلتقي         | تجتمع العائلة لاستقبال مالك وفاتن العائدين من المغرب. عند وصولهما إلى المطار يتعرفان إلى زوجين من المغرب وقد فقدت الزوجة حقيبتها. يستضف مالك وفات الصديقين الجديدين على الغداء في المزرعة حيث تنتظرهما بقية العائلة. عند وصلهم إلى المزرعة، يتعرف علال (الزوج المغربي) على نجيب. لنكتشف أن نجيب وعلال كانا رفيقي سلاح في حرب تشرين عام 1973. ويروي علال قصة إنقاذ نجيب لحياته عندما أصيب في المعركة. تكبر العائلة فعل نجيب، ويزيد فخر ماجدة وأولاده به، كما يعبر كل من برهوم وعادل عن إعجابهما الشديد بنجيب لشجاعته وتواضعه. ثم نكتشف أن مهدية (الزوجة المغربية) تبحث عن عائلتها في دمشق. فيقوم كل من نجيب وعادل بمساعدتها للقاء بقية عائلتها. |
| 16         | يا طبيب الروح           | |
| 17         | ورق الشجر               | |
| 18         | حملة إعلانية            | |
| 19         | البحث عن نعيمة          | |
| 20         | تبادل ألقاب             | |
| 21         | دي ودودي                | |
| 22         | أصدقاء نزار             | |
| 23         | مشمش هندي               | |
| 24         | سباق مع الزمن           | |
| 25         | التايتانيك، طوق الحمامة | |
| 26         | الحاسة السادسة          | |
| 27         | أزمة أمومة              | |
| 28         | رمية من غير رامي        | |
| 29         | تأمين مستقبل            | |
| 30         | من لا يحب كاساندرا      | |
| 31         | عروسة العيد             | |
| 32         | التجارة شطارة           | |
| 33         | رسالة من فوق الأسطح     | |
| 34         | من باب لباب             | |
| 35         | بيت البنات فاضي مليان   | |

#### الجزء الثاني
| رقم الحلقة | عنوان الحلقة                        | ملخص عن الحلقة |
| ---------- | ----------------------------------- | -------------- |
| 1          | أوراق سرية                          |                |
| 2          | أربع عيون                           |                |
| 3          | أنا الذي                            |                |
| 4          | ست الحبايب                          |                |
| 5          | كذبة أول نيسان                      |                |
| 6          | كذبة آخر نيسان                      |                |
| 7          | للنساء فقط                          |                |
| 8          | الصندوق الأسود                      |                |
| 9          | قطة شامية                           |                |
| 10         | عشاق المقعد الرمادي                 |                |
| 11         | بنت وصبي                            |                |
| 12         | خطرنا على بالك                      |                |
| 13         | مالنا ومالك                         |                |
| 14         | تصرفات ثقافية                       |                |
| 15         | رباعية الأقنعة (قناع مسرحي)         |                |
| 16         | رباعية الأقنعة (قناع ماسك بالعسل)   |                |
| 17         | رباعية الأقنعة (قناع العقرب)        |                |
| 18         | رباعية الأقنعة (قناع قارئة الفنجان) |                |
| 19         | إن الكرام قليل                      |                |
| 20         | فازة كريستال                        |                |
| 21         | زبدية صيني                          |                |
| 22         | يا واد يا تقيل                      |                |
| 23         | ليفة ومريول                         |                |
| 24         | الممنوع مرغوب                       |                |
| 25         | مليونير في نصف ساعة                 |                |
| 26         | حركات (1)                           |                |
| 27         | حركات (2)                           |                |
| 28         | بلا حركات                           |                |
| 29         | الغايب الكن والهدايا النا           |                |
| 30         | أم تحت الطلب                        |                |
| 31         | الستيتية                            |                |
| 32         | موسيقى الحجرات                      |                |
| 33         | شادوجاردان                          |                |
| 34         | وحيداً في المنزل                     |                |
| 35         | الجميلة والواحش                     |                |
| 36         | ذهب مع الريش                        |                |
| 37         | زهرة اللوتس                         |                |
| 38         | القمر يضحك لبدر                     |                |
| 39         | بيجاما وقميص نوم                    |                |